# Oswald zu Münster
Oswald zu Münster (* 3. Februar 1917 in Falkenstein, Vogtland; † 7. Juni 2003 in Karlsruhe), geboren als Franz Oswald Wladimir Graf zu Münster Freiherr von Grothaus, war ein deutscher Fotograf.

## Familie

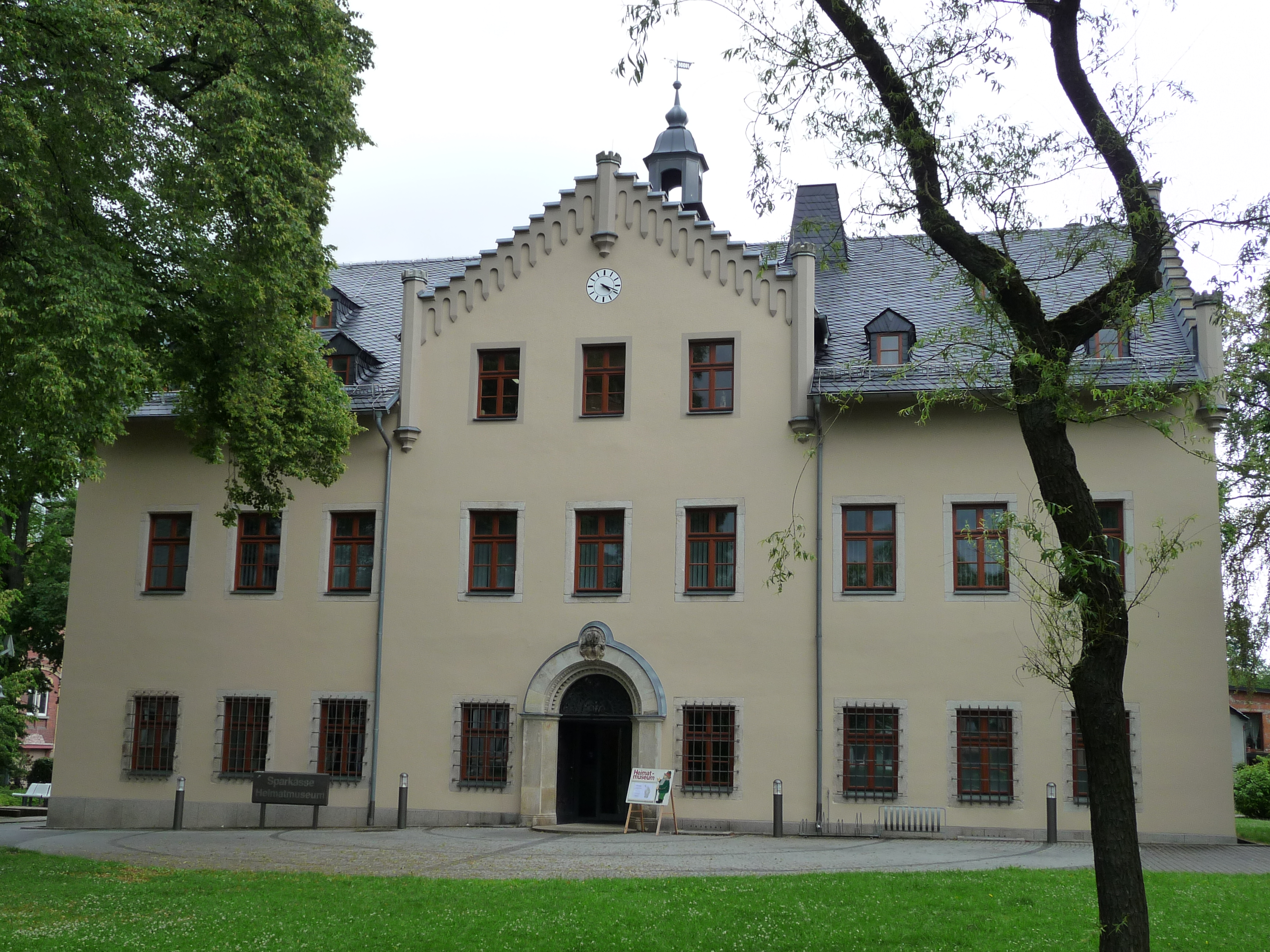
Oswald zu Münster wurde 1917 auf Schloss Falkenstein/Vogtland geboren

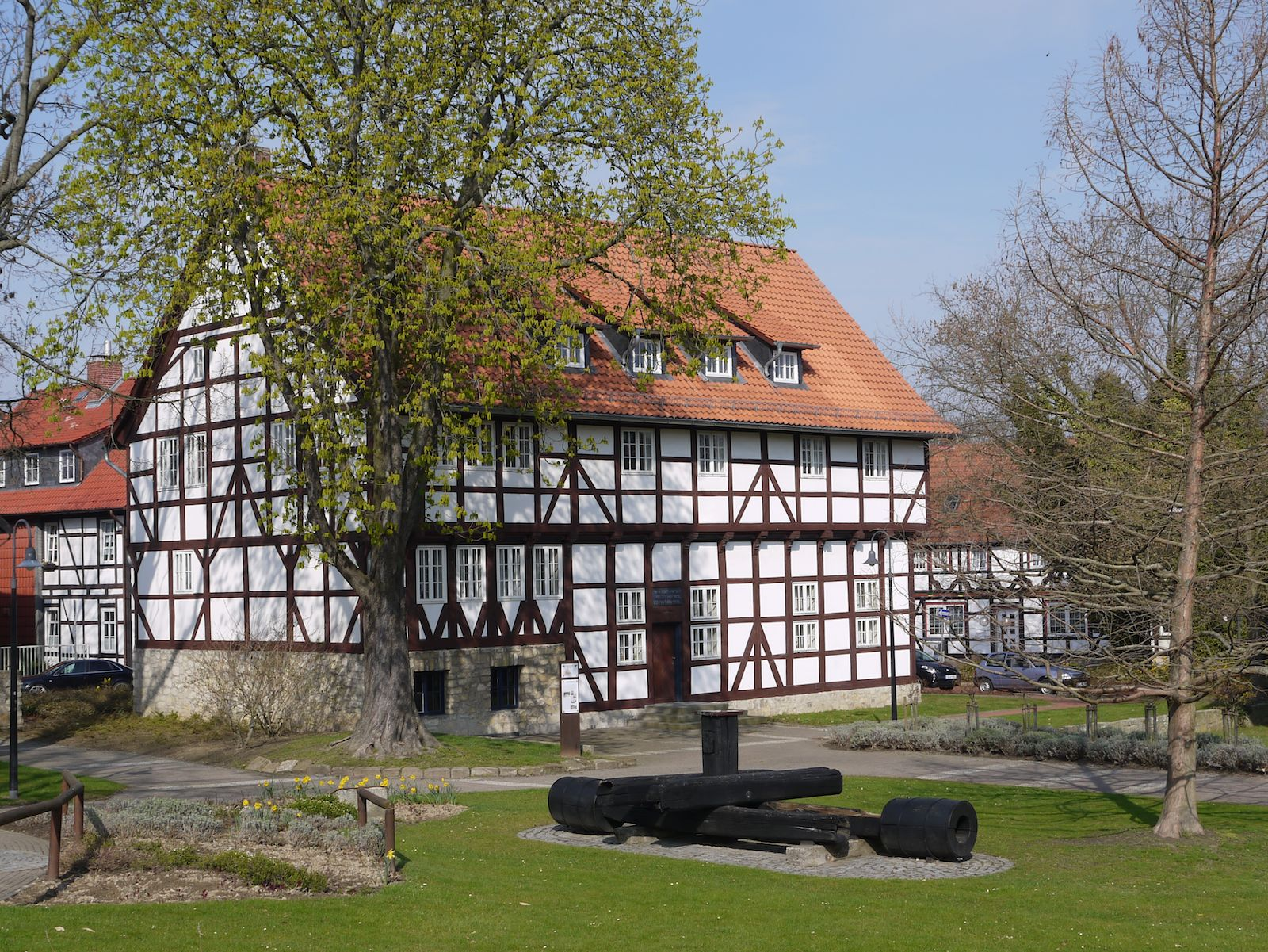
Oswald zu Münster wuchs bis 1938 auf Gut Kniestedt bei Salzgitter in Niedersachsen auf

Er wurde als Sohn des Berufsoffiziers und Gutsbesitzers Wladimir Ernst Graf zu Münster von Derneburg (1886–1954), und seiner Ehefrau Irmgard Gräfin zu Münster, geborene von Trützschler Freiin zum Falkenstein (1891–1967) während des Ersten Weltkrieges auf Schloss Falkenstein geboren, dem Familiensitz seiner Mutter. Er hatte zwei Geschwister, die ältere Alexandrine Sophie Luise Schröder, geb. Gräfin zu Münster (1914–1990), und die jüngere Renata Irmgard Melanie Hartlaub, geb. Gräfin zu Münster (1921–1991).
Sein Vater, Cousin der Schriftstellerin und Salonnière Helene von Nostitz, bis 1920 Berufsoffizier in der Reichswehr und ab 1923 Landwirt, war kaisertreu und deutsch-national eingestellt; er dachte in den Kategorien eines Offiziers. Seine Mutter war sehr belesen, gebildet und künstlerisch begabt. Sie war im Gegensatz zum Vater eher links-liberal eingestellt, politisch interessiert und sozial engagiert. Sie befürwortete maßgeblich, dass ihr Sohn später ein liberales, musisch orientiertes, reformpädagogisches Landerziehungsheim besuchte.

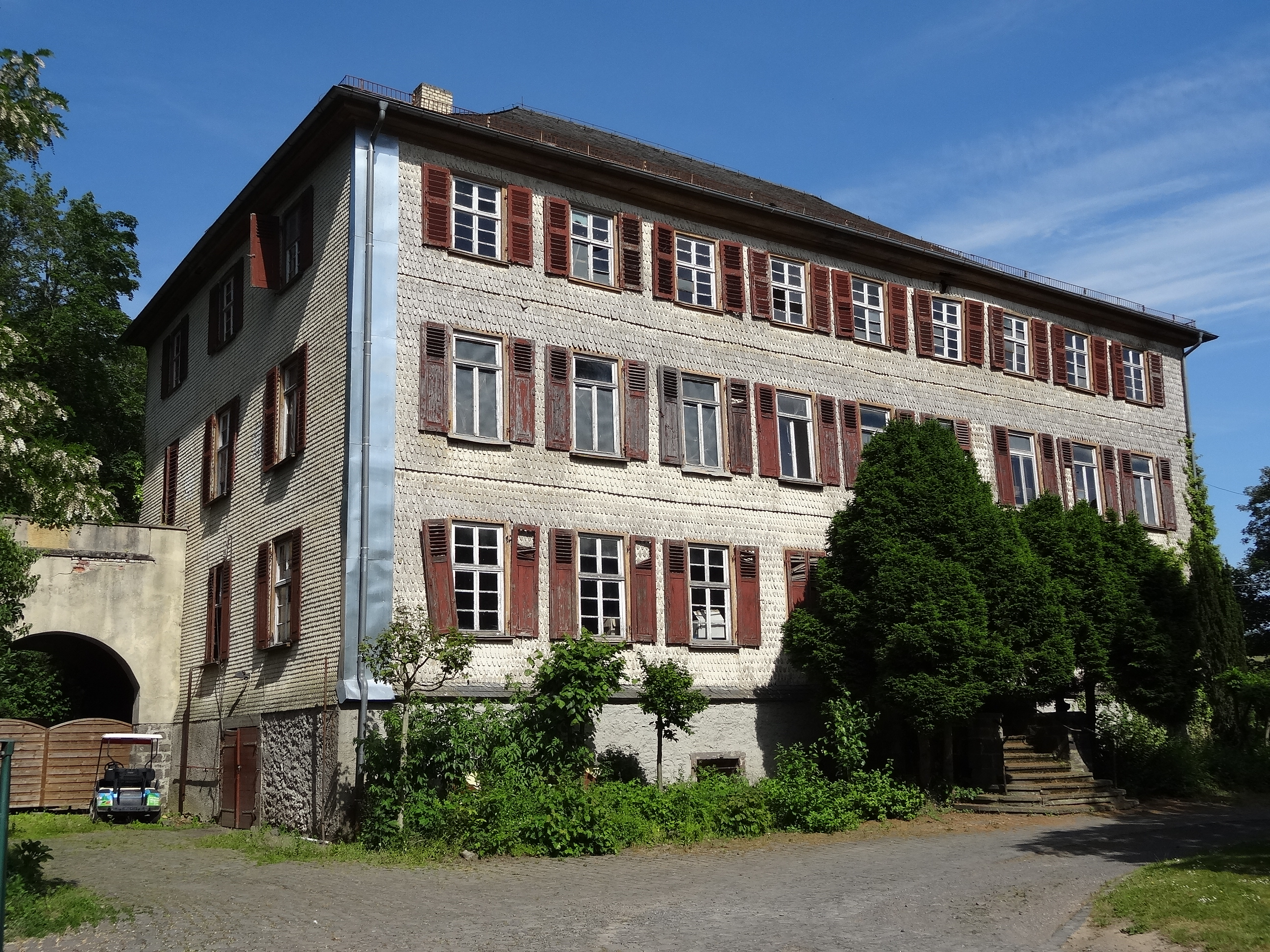
Herrenhaus von Gut Winnerod bei Gießen in Oberhessen

Die Familie lebte auf Gut Kniestedt bei Salzgitter in Niedersachsen. Im Jahr 1938 wurde dieser Familiensitz mit sämtlichen Ländereien enteignet, weil die Reichswerke AG für Erzbergbau und Eisenhütten „Hermann Göring“ dort im Hinblick auf den von Adolf Hitler geplanten Krieg den Ausbau der Förderung von Erz forcieren wollten. Die Familie siedelte daher nach Winnerod bei Gießen in Hessen um, erneut auf einen Gutshof mit Landwirtschaft.
Oswald zu Münster heiratete im Juni 1943 seine ehemalige Mitschülerin Juliane Bieber (* 1922), die er während seiner Schulzeit in Marienau kennengelernt hatte. Mit ihr bekam er im Herbst 1944 seine erste Tochter, Verena. Die Ehe wurde 1947 geschieden. Im Dezember 1951 heiratete er die Ärztin Irmgard Maus (* 1919). Die beiden bekamen zwei Töchter, 1952 Bettina und 1958 Gesine. Das Ehepaar trennte sich 1964. Im Juli 1973 heiratete Oswald zu Münster die Künstlerin Erika Winsch (* 1915).

## Kindheit und Jugend
Oswald zu Münster ging zunächst auf die Gutenbergschule in Karlsruhe, danach auf die Höhere Schule in Salzgitter, bevor er von Ostern 1931 bis Ostern 1934 das von Martin Luserke geleitete reformpädagogische Landerziehungsheim Schule am Meer auf der Nordseeinsel Juist besuchte. Dort spielte er Violoncello im Schulorchester unter der Leitung von Eduard Zuckmayer, dessen zehnköpfiger Kameradschaft der „Delphine“ er zuletzt angehörte. Mit seinem drei Jahre älteren Schulkameraden Günther Leitz, dem jüngsten Sohn von Ernst Leitz II, und mit Zuckmayer entwickelte Oswald zu Münster eine lebenslang andauernde Freundschaft.
Als die Schule am Meer Ostern 1934 vor dem Hintergrund der nationalsozialistischen „Gleichschaltung“ und des staatlichen Antisemitismus geschlossen wurde, wechselte er mit zehn anderen seiner Mitschüler von Juist zum reformpädagogischen Landerziehungsheim Schule Marienau nach Dahlem und gehörte dort zur Kameradschaft von Schulleiter Max Bondy.
Anlässlich seines 18. Geburtstages am 3. Februar 1935, den er im Landerziehungsheim Schule Marienau feierte, erhielt er dort von seinem Freund Günther Leitz eine Leica IIIa, die erste Reporterkamera mit 1/1000s Belichtungszeit, geschenkt. Dies markierte den Beginn einer über sechs Jahrzehnte anhaltenden Leidenschaft für die dokumentarische Fotografie.
Während seiner Schulzeit war er Mitglied der dj.1.11. Nach seinen eigenen veröffentlichten Angaben habe er bei seiner Rückkehr nach Kniestedt anlässlich der Sommerferien 1933 erfahren, dass seine Jungenschaftsgruppe Salzgitter geschlossen der Hitlerjugend (HJ) beigetreten sei, so dass er auf diese Weise ebenfalls in die HJ kam. Anlässlich seines 18. Geburtstages in Marienau sei er dann aus der HJ aus- und bis zum Kriegsende in keine andere NS-Organisation eingetreten. Seine Distanzierung führte er primär auf das Einwirken seiner Lehrkräfte in der Schule am Meer sowie auf seinen späteren Kameradschaftsführer Max Bondy zurück.

## Dienstzeit
Nach dem Erhalt seines Reifezeugnisses musste Oswald zu Münster für sieben Monate zum Reichsarbeitsdienst (RAD) in das Lager Unterbernhards bei Hilders in der Rhön. Diese Zeit hielt er fotodokumentarisch ebenso fest wie die weiteren Stationen seines Lebens.
„Erst Ende September 1939 werde ich wieder frei sein. […] Ich denke an die letztens sechs Jahre in Juist und Marienau zurück. Das hilft. Wahrscheinlich habe ich den meisten meiner zukünftigen Kameraden etwas voraus: Sechs Jahre Gemeinschaftsleben in Landschulheimen rund um die Uhr – eine gute Voraussetzung für das Lagerleben.“
Nach der Einberufung zur Wehrmacht wurde er von 1937 bis 1940 von der Luftnachrichtentruppe zum Funker ausgebildet. Während des Zweiten Weltkrieges war er in dieser Funktion im Rang eines Feldwebels für die Luftnachrichtentruppe 1940 in Frankreich eingesetzt, von Juni bis November 1941 in Polen und in der Sowjetunion, zwischen 1942 und 1945 in Deutschland, Frankreich, der Sowjetunion, der Ukraine, in Böhmen und Kroatien.

## Tätigkeit
Parallel zu seinen Aufnahmen notierte er seine Eindrücke in Notizheften und Tagebüchern und geriet so zu einem Chronisten, der die Eindrücke eines Menschen seines Jahrgangs für Gleichaltrige und spätere Generationen festhielt. Er fotografierte ab 1935 rund sechs Jahrzehnte lang bis Mitte der 1990er Jahre, stets mit einer Leica. Hauptberuflich war er bis 1958 als Landwirt auf dem Familiengut in Winnerod und später für eine große Versicherungsgesellschaft tätig. 1973 erschien sein Buch über Sportfotografie. Ab 1985 sichtete und sortierte er seine umfangreiche dokumentarische Fotosammlung mit Notizen und Tagebucheintragungen. Eine weitere Buchveröffentlichung zeichnete sich ab, die er jedoch nicht mehr realisieren konnte. Er starb im Alter von 86 Jahren. Seine jüngste Tochter Gesine übernahm die sehr umfangreiche Sammlung von Fotos, Notiz- und Tagebüchern, um sie zu bewahren und in Auszügen zu publizieren.

## Werke
- Sportfotografie. Eine Anleitung für den Amateur. Wilhelm Knapp Verlag, Düsseldorf 1973. ISBN 978-3-87420-080-6.
- Fototagebuch Band 1: Aufenthalt in den Landschulheimen Schule am Meer auf Juist und in Marienau 1931–1937. Bei der Olympiade 1936, Berlin. FTB-Verlag, Hamburg 2015. ISBN 978-3-946144-00-7.
- Fototagebuch Band 2: Im Reichsarbeitsdienst 1937, Lager Unter-Bernhards Abt. 7/224. FTB-Verlag, Hamburg 2015. ISBN 978-3-946144-01-4.
- Fototagebuch Band 3: Ausbildung zum Funker beim Luftnachrichtendienst 1937–1940. FTB-Verlag, Hamburg 2015. ISBN 978-3-946144-02-1.
- Fototagebuch Band 4: In Frankreich als Funker beim Luftnachrichtendienst 1940–1941. FTB-Verlag, Hamburg 2015. ISBN 978-3-946144-03-8.
- Fototagebuch Band 5: In Polen und Russland als Funker beim Luftnachrichtendienst, Juni bis November 1941. FTB-Verlag, Hamburg 2015. ISBN 978-3-946144-04-5.
- Fototagebuch Band 6: Als Funker beim Luftnachrichtendienst in Frankreich, Russland, der Ukraine, Agram und Pardubitz 1942 bis 1945. FTB-Verlag, Hamburg 2015. ISBN 978-3-946144-05-2.